# Градац (Какањ)
Градац су насељено мјесто у Босни и Херцеговини у Општини Какањ које административно припада Федерацији Босне и Херцеговине. Према попису становништва из 1991. у насељу је живјело 21 становника.

## Становништво
По последњем службеном попису становништва из 1991. године, Градац је имао 21 становника. Сви становници су били Муслимани. Муслимани се данас углавном изјашњавају као Бошњаци.